# James Duff (5e comte Fife)
James Duff, 5e comte Fife (6 juillet 1814 - 7 août 1879) est un noble écossais.

## Biographie
Il est le fils d'Alexander Duff (1777-1851), frère cadet de James Duff (4e comte Fife), et d'Anne Stein, la fille de James Stein de Kilbagie.
Il est député de Banffshire de 1837 à 1857; son frère, George Skene Duff, est député d'Elgin Burghs. Il est créé baron Skene, de Skene, dans la pairie du Royaume-Uni, en 1857 à part entière. Cela lui permet de siéger et de voter à la Chambre des lords. Il est lord-lieutenant des comtés de Banff et Moray.
En 1845, il réside au 30 Pall Mall, à Londres et au château de Delgatie .
Le 16 mars 1846, il épouse Agnes Georgiana Elizabeth Hay, fille de William Hay (18e comte d'Erroll) et Elizabeth FitzClarence (une fille illégitime de Guillaume IV). Ils ont cinq enfants.
- Anne Duff, épouse John Townshend (5e marquis Townshend).
- Ida Duff, épouse Adrian Hope et se remarie avec William Wilson.
- Alexandre, créé duc de Fife en 1889. Il épouse la princesse Louise, la fille aînée d'Édouard VII.
- Alexina Duff (1851-1882), épouse Henry Coventry, troisième fils d'Henry Amilius Coventry.
- Agnes Cecil Emmeline Duff (1852-), épouse George Hay-Drummond, fils de George Hay-Drummond (12e comte de Kinnoull), et se remarie avec Herbert Flower, puis en troisièmes noces avec Alfred Cooper. David Cameron, l'ancien Premier ministre britannique, est un descendant de ce troisième mariage.